# オレグ・アポストル
オレグ・オレストヴィッチ・アポストル (ウクライナ語: Апостол Олег Орестович) は、ウクライナの軍人。ウクライナ英雄。

## 経歴
2008年、アポストルはヘトマン・ペトロ・サハイダチヌイ名称国立陸軍アカデミーを卒業し、「空挺部隊の戦闘応用と管理」の学位を取得した。
2014年以降、ウクライナ東部での敵対行為に参加した。ドネツク州ミコラーイウに4回入り、ロシア軍の要塞に対する突撃作戦を行った。そして、敵の射撃陣地を特定するために自ら発砲し、強力な砲火を浴びせた。2014年7月5日、スラビャンスクとその他の入植地での功績に対し、ボフダン・フメリニツキー勲章3等を授与された。
2018年時点で、第80独立空中強襲旅団の空挺強襲大隊長を務めていた。
2022年ロシアによるウクライナ侵攻が始まった後、彼はムィコラーイウ州の集落の防衛と解放に参加し、その際に多くの敵の装備を破壊し、捕獲した。2022年末以来、オレグ・アポストルの指揮下にある部隊はドネツィク、ハルキウ、ルハンシクの各州で防衛および攻撃作戦を成功させている。
2024年2月時点で、第95独立空挺旅団の旅団長を務めている。
2024年11月29日、ウクライナ軍副司令官に任命された。
2025年2月26日、准将に昇進した。
2025年6月3日、ウクライナ空中機動軍司令官に任命された。

## 栄典
- ウクライナ英雄金星勲章 - 2024年2月18日[10]
- 軍事功績十字章 - 2022年10月14日[11]
- 1等ボフダン・フメリニツキー勲章 - 2022年6月4日[12]
- 2等ボフダン・フメリニツキー勲章 - 2022年3月14日[13]
- 3等ボフダン・フメリニツキー勲章 - 2014年7月5日[14]